# 伊特鲁里亚拱门
43°6′52″N 12°23′22.8″E / 43.11444°N 12.389667°E

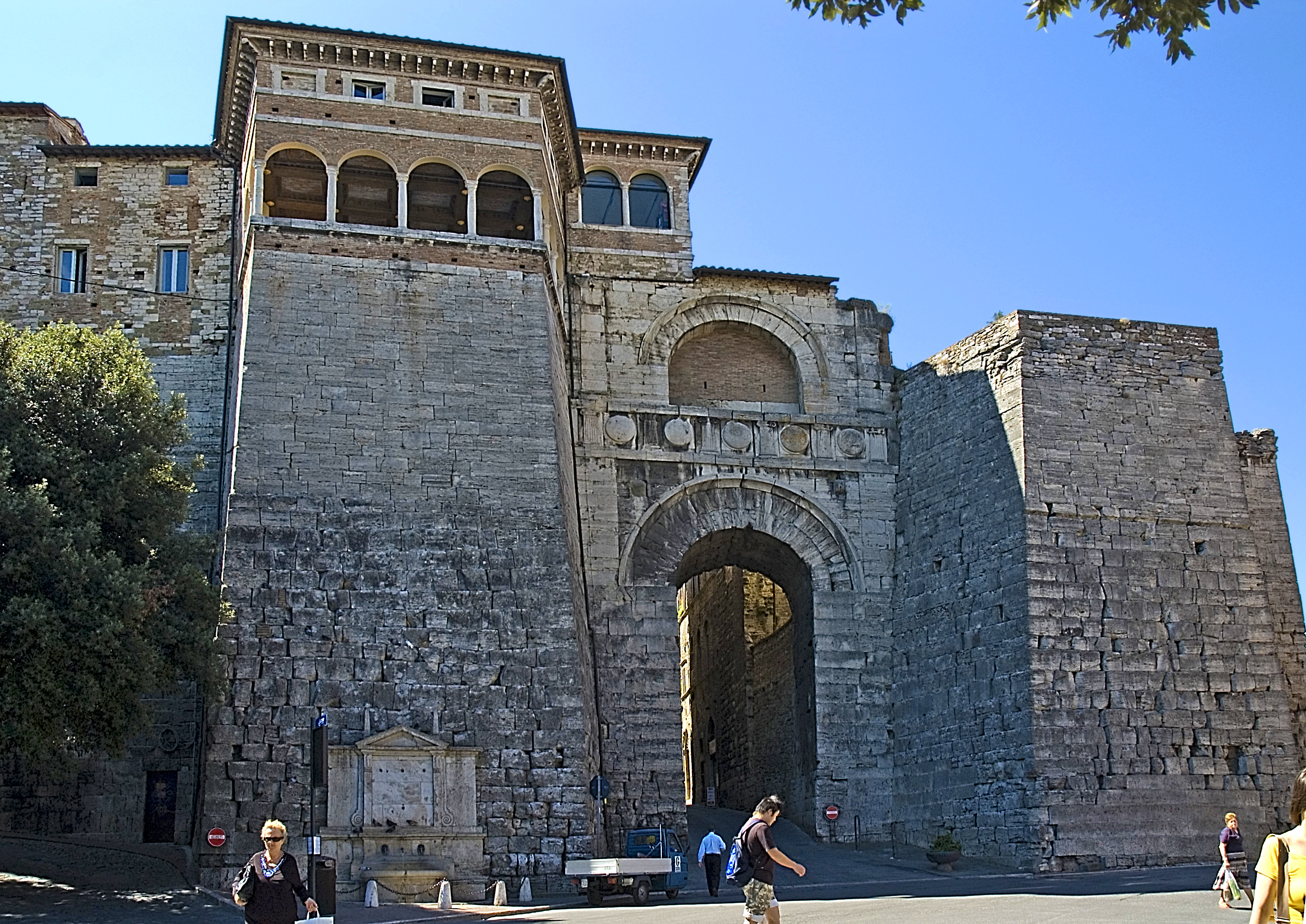

伊特鲁里亚拱门（Arco Etrusco）或奥古斯都凯旋门是意大利佩鲁贾的伊特鲁里亚城墙上的七个城门之一。它建于公元前3世纪下半叶，公元前40年由奥古斯都修复。
左塔的涼廊系16世纪增建，同一塔底部的喷泉在1621年完成。
拱门前是佩鲁贾外国人大学。